# Charles Schenk Bradley

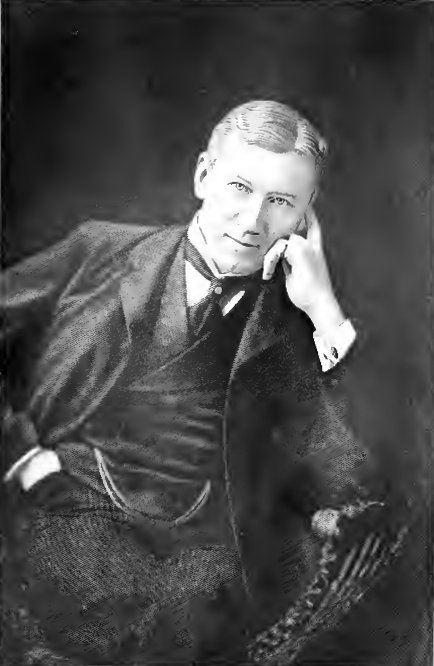
Charles Schenk Bradley

Charles Schenk Bradley (* 12. April 1853 in Victor (New York), New York; † 1929) war ein US-amerikanischer Elektrotechniker, Erfinder und Pionier von frühen Elektromotoren. Er zählt neben Galileo Ferraris, Michail Ossipowitsch Doliwo-Dobrowolski und Friedrich August Haselwander zu den Begründern des heute im Bereich der elektrischen Energietechnik eingesetzten Dreiphasenwechselstromes, umgangssprachlich auch als Drehstrom bezeichnet.
Um 1880 arbeitete er drei Jahre lang bei Thomas Alva Edison, bevor er 1883 sein eigenes elektrotechnisches Laboratorium in New York etablierte. Er experimentierte unter anderem mit Mehrphasenwechselstrom für Elektromotoren, wo er den Anker zweier Gleichstrommaschinen mit drei Schleifringen erweiterte und noch vor Galileo Ferrari erste einfache Drehstromsysteme aufbaute. Er erkannte aber die Bedeutung seiner Arbeiten nur unzureichend, ließ sie patentieren, setzte seine Ideen aber nur unzureichend in den praktischen Aufbauten um. Im Jahr 1887 patentierte ein Energieübertragungssystem mit Zweiphasenwechselstrom mit vier Leitern. Im Jahr 1888 patentierte ein System mit drei Wechselströmen, welche um jeweils 120° phasenverschoben sind, ähnlich dem heute üblichen Drehstromsystem.
Bradley war Mitglied des American Institute of Electrical Engineers. Er war mit Emma Orcutt verheiratet und hatte vier Kinder.